# Sea Ranch Lakes
Sea Ranch Lakes ist eine Gemeinde im Broward County im US-Bundesstaat Florida. Das U.S. Census Bureau hat bei der Volkszählung 2020 eine Einwohnerzahl von 540 ermittelt.

## Geografie
Sea Ranch Lakes liegt etwa 40 Kilometer nördlich von Miami am Atlantischen Ozean. Angrenzende Kommunen sind Lauderdale-by-the-Sea und Fort Lauderdale. Durch den Ort führt die Florida State Road A1A.

## Demographische Daten
Laut der Volkszählung 2010 verteilten sich die damaligen 670 Einwohner auf 351 Haushalte. Die Bevölkerungsdichte lag bei 1340 Einw./km². 97,3 % der Bevölkerung bezeichneten sich als Weiße, 0,6 % als Afroamerikaner, 0,1 % als Indianer und 0,6 % als Asian Americans. 0,7 % gaben die Angehörigkeit zu einer anderen Ethnie und 0,6 % zu mehreren Ethnien an. 9,7 % der Bevölkerung bestand aus Hispanics oder Latinos.
Im Jahr 2010 lebten in 28,3 % aller Haushalte Kinder unter 18 Jahren sowie 43,4 % aller Haushalte Personen mit mindestens 65 Jahren. 68,9 % der Haushalte waren Familienhaushalte (bestehend aus verheirateten Paaren mit oder ohne Nachkommen bzw. einem Elternteil mit Nachkomme). Die durchschnittliche Größe eines Haushalts lag bei 2,34 Personen und die durchschnittliche Familiengröße bei 2,88 Personen.
24,4 % der Bevölkerung waren jünger als 20 Jahre, 7,4 % waren 20 bis 39 Jahre alt, 33,1 % waren 40 bis 59 Jahre alt und 35,1 % waren mindestens 60 Jahre alt. Das mittlere Alter betrug 51 Jahre. 46,9 % der Bevölkerung waren männlich und 53,1 % weiblich.
Das durchschnittliche Jahreseinkommen lag bei 105.500 $, dabei lebten 2,1 % der Bevölkerung unter der Armutsgrenze.
Im Jahr 2000 war Englisch die Muttersprache von 85,50 % der Bevölkerung, spanisch sprachen 6,02 % und 8,48 % hatten eine andere Muttersprache.

## Kriminalität
Die Kriminalitätsrate lag im Jahr 2010 mit 143 Punkten (US-Durchschnitt: 266 Punkte) im niedrigen Bereich. Es gab zwei Einbrüche und 22 Diebstähle.